# Федотенко, Руслан Викторович
Руслан Викторович Федотенко (укр. Руслан Вікторович Федотенко; род. 18 января 1979, Киев) — украинский хоккеист, левый нападающий.
Лучший хоккеист Украины 2009 года.
Двукратный обладатель Кубка Стэнли: с «Тампа-Бэй Лайтнинг» (2004) и «Питтсбург Пингвинз» (2009).

## Биография
В сезоне 1995/96 сыграл два матча за «Сокол» в МХЛ и 33 за фарм-клуб киевлян ШВСМ в первом чемпионате ВЕХЛ. На следующий сезон отправился стажироваться в юниорскую команду финского ТПС.
В период с 1997 по 2000 годы выступал за команды юниорских и низших американских лиг.
24 октября 2000 года дебютировал за «Филадельфию» в НХЛ. В первой же игре против «Рейнджерс» отметился результативной передачей.
Первую шайбу в НХЛ забросил в ворота Доминика Гашека 4 ноября 2000 года.
Обменян в «Тампу-Бэй» 21 июня 2002 года за право выбора в первом раунде под четвёртым номером (Йони Питканена).
Обладатель Кубка Стэнли 2004 года в составе «Тампы». Федотенко забил в составе «Молний» 12 шайб в 22 поединках плей-офф, в том числе оформил дубль в седьмой игре финала Кубка Стэнли против «Калгари Флеймз» (2:1), принесшую «Тампе» первый Кубок Стэнли в истории команды.
Летом 2007 года на правах свободного агента подписал контракт с «Нью-Йорк Айлендерс» сроком на 1 год на сумму $2,9 млн. Очень успешно начал чемпионат играя в первом звене, набрав 11 очков в 12 матчах, однако в последующих 18 поединках хоккеист набрал лишь 4 очка, в итоге был переведен во второе звено.

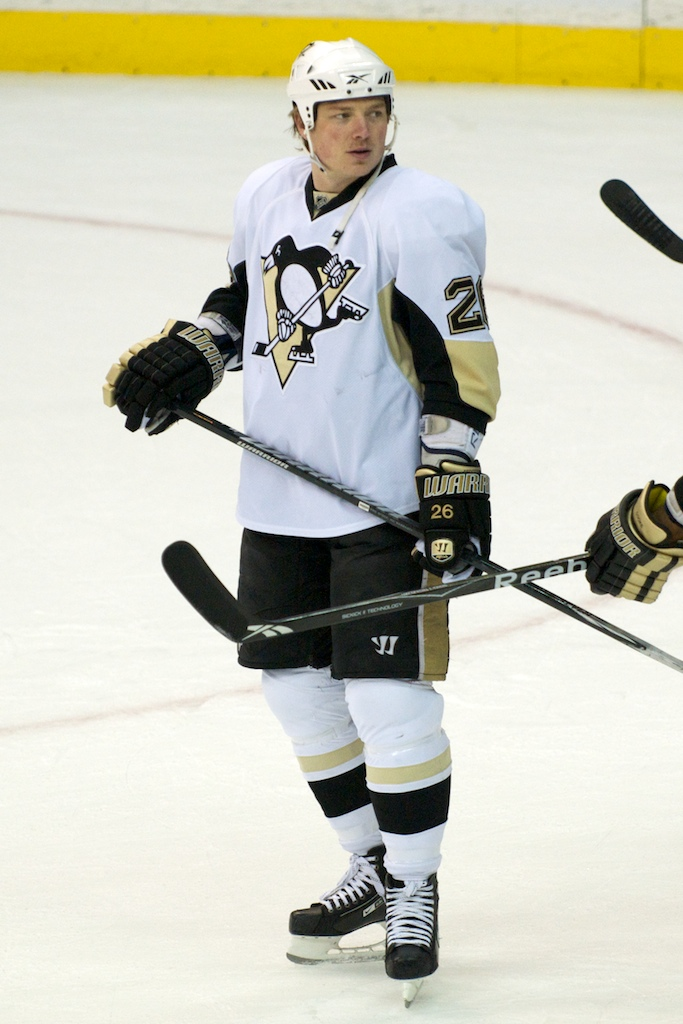
Федотенко в составе «Питтсбург Пингвинз»

После окончания сезона 2007/08 перешёл в «Питтсбург Пингвинз». Контракт был рассчитан на 1 год на сумму $2,5 млн. С командой завоевал Кубок Стэнли в сезоне 2008/09. После окончания удачного сезона команды подписал новый контракт до 2010 года.
В октябре 2010 года, как свободный агент, подписал контракт на 1 год с «Нью-Йорк Рейнджерс». После окончание сезона 2010/11 подписал новый однолетний контракт на 1,4 миллиона долларов.
24 октября 2012 года, выступая за «Донбасс», сделал хет-трик в ворота магнитогорского «Металлурга». Третью шайбу забросил в овертайме. Это первый и пока единственный хет-трик хоккеистов из Украины в матчах КХЛ.
С июля 2013 года выступает за хоккейный клуб «Донбасс» в Континентальной хоккейной лиге.
В сезоне 2014/15 подписал пробный контракт с клубом НХЛ «Нью-Джерси Девилз».
В январе 2015 года заключил просмотровый контракт с клубом АХЛ «Айова Уайлд».
После окончания карьеры стал жить в Тампе, занялся строительным бизнесом.

### Карьера в сборной
Выступал за сборную Украины на Олимпийских играх 2002 года в Солт-Лейк-Сити.

## Достижения
- Обладатель Кубка Стэнли (2): 2004 и 2009
- Признан лучшим хоккеистом Украины 2009
- Выступал на Олимпийских играх 2002 года в Солт-Лейк-Сити в составе сборной Украины

## Личная жизнь
Жена Дебора Федотенко (Джекобсон), старше Руслана Федотенко на 18 лет. На момент знакомства Дебора Джекобсон имела трёх сыновей от первого брака — Кайла, Дерека, Ларкина.